# Veensteekmier
De veensteekmier (Myrmica vandeli) is een mierensoort uit de onderfamilie van de Myrmicinae. De wetenschappelijke naam van de soort is voor het eerst geldig gepubliceerd in 1920 door Bondroit.